# Curripaco
Curripaco (Koripáka, Koripáko, Kuripako, Kuripáka, Curipaco, Koripaso, Coripaco, Curipaco, Curripaco, Curripako, Koripág, Koripáka, Kuripaka, Kurripako, Kurupako), indijansko pleme iz Kolumbije, Brazila i Venezuele. Glavnina ih živi duž rijeka Guainía, Içana (izgovor isana) i Inírida u Kolumbiji (2,699; 2000 WCD), a ostali u brazilskom i venezuelskom Amazonasu. Jezično pripadaju porodici Arawakan. Govore nekoliko dijalekata: korripako (karupaka), unhun (cadauapuritana, enhen). Populacija prema (Dsei/Foirn - 2005) iznosi 1.332.